# Amherst, New York
Amherst är en kommun (town) i den amerikanska delstaten New Yorks västra del och ingår i storstadsområdet Buffalo-Niagara Falls. Den 10 april 1818 beslutade delstaten att den östra delen av orten Buffalo skulle lösgöras och bilda en ny kommun, som fick namnet Amherst.
Den breder sig ut över 138,6 kvadratkilometer (km2) stor yta och hade en folkmängd på 122 366 personer vid den nationella folkräkningen 2010.